# IJsbaan Rießersee Garmisch-Partenkirchen
De ijsbaan van Garmisch-Partenkirchen waar in 1936 op natuurijs de schaatswedstrijden voor de Olympische Spelen werden gehouden was uitgezet op het bergmeer de Rießersee.
Tussen 1900 en 1959 werden er op de Rießersee wedstrijden geschaatst. Naast de Olympische Spelen werd op de baan werd ook tien keer (in 1909, 1910, 1921, 1922, 1928, 1935, 1937, 1938, 1939 en 1959) het Duits kampioenschap allround voor mannen verreden.

## Grote kampioenschappen
Internationale kampioenschappen
- 1936 - Olympische Winterspelen

Nationale kampioenschappen
- 1909 - Duits kampioenschap allround mannen
- 1910 - Duits kampioenschap allround mannen
- 1921 - Duits kampioenschap allround mannen
- 1922 - Duits kampioenschap allround mannen
- 1928 - Duits kampioenschap allround mannen
- 1935 - Duits kampioenschap allround mannen
- 1937 - Duitse kampioenschappen allround
- 1938 - Duitse kampioenschappen allround
- 1938 - Duitse kampioenschappen allround
- 1959 - Duits kampioenschap allround mannen